# Eddie Turnbull
Edward 'Eddie' Turnbull (12 april 1923 - 30 april 2011) was een Schots voetballer en manager. Hij speelde 349 wedstrijden voor Hibernian in de periode tussen 1946 en 1959. 
Turnbull speelde negen interlands voor Schotland en speelde op het Wereldkampioenschap voetbal 1958 in Zweden. 
Turnbull was manager van Queen's Park, Aberdeen en Hibernian. 

## Erelijst met Hibernian FC
Speler
- Scottish First Division (3×) 1947-48, 1950-51, 1951-52

Manager
- Scottish League Cup (1×) 1972-73

## Erelijst met Aberdeen FC
Manager 
- Scottish Cup (1×) 1969-70